# 人類嗜T淋巴球病毒一型
人類嗜T淋巴细胞病毒一型（Human T-lymphotropic virus 1，HTLV-1）是一種感染後可導致恶性血液肿瘤或其他轉移癌的病毒，由輸血、針頭、性行為、母子傳染。
該病毒在日本九州南部的鹿兒島縣、宮崎縣、長崎縣以及沖繩群眾血清阳性率較高，最高的鹿兒島縣平均約為2%，某些村落曾高达37%，與另一高感染率地區加勒比海（2%～6%）相近，遠高於巴西（0.08%～1.8%）及美国（0.02%）等。目前日本約有108萬人感染，但多數無症狀所以受染者本人也不知。感染後發病率約為3%～5%。

## 概觀
HTLV-1 感染後 95% 的人一生中不會發病，潛伏期可長達 15 年至 30 年，但 5% 的人一旦發病成血癌預後極差，高達 9 成以上的死亡率，也可能引發另一種稱為熱帶痙攣性痲痺的非癌症病痛和一些輕微發炎（幼兒皮炎、關節炎、肺炎、多發性肌炎...等）。
HTLV-I 病毒是愛滋病毒 (HIV-I) 的遠親，但 HTLV-I 和愛滋病的發生沒有任何關連。感染 HTLV 後經血清檢查呈 HTLV 抗體陽性反應者，就稱為 HTLV 帶原者。帶原者具有傳染力，會經由母乳、血液或體液傳染給他人。目前各捐血中心以酵素免疫法全面篩檢 HTLV-I 和 HTLV-II 型的抗體。
引發白血病係為一種複雜偶發機制，是一多階段演變過程，這也是其致癌發病率僅 5% 的關鍵，在此過程中病毒首先與CD4+细胞結合並活化受染细胞，细胞膜上表達IL-2受体，進而經病毒的逆轉錄酶作用形成病毒DNA，並整合於宿主细胞染色體形成前病毒；在病毒 tax 基因作用下，CD4+ 细胞 IL-2 及其受體的基因開始異常表達，使受感染细胞大量增殖，帶有病毒的宿主细胞可因病毒 DNA 整合部位的多樣性，轉化成不同的细胞複製，並在细胞繼續增殖過程中，某一複製的细胞 DNA 發生突變而演變成白血病细胞，進而形成白血病细胞複製。
目前一旦發病後只能採取支持性療法或是化療，然而普遍治療效果不佳。在美國，1988 年起已開始對血庫的血源作 HTLV-Ⅰ和 HTLV-Ⅱ 的測定。

## 外部連結
- International Retrovirology Association （页面存档备份，存于）
- 醫學主題詞表（MeSH）：Human+T-lymphotropic+virus+1